# Varietà fibrata
In matematica, nella categoria delle varietà differenziabili, un varietà fibrata (in inglese fibered manifold), è una sommersione suriettiva, cioè un'applicazione  differenziabile  suriettiva {\displaystyle \pi \colon E\to B\,} tale che in ogni punto {\displaystyle y\in E} l'applicazione tangente {\displaystyle T_{y}\pi \colon T_{y}E\to T_{\pi (y)}B} sia suriettiva (equivalentemente il suo rango sia dim B).

## Definizione
Una terna {\displaystyle (E,\pi ,B)\,,} dove E and B sono varietà differenziabili e {\displaystyle \pi \colon E\to B\,} una sommersione  suriettiva, si dice varietà fibrata. E si dice spazio totale, B si dice base.

## Esempi
- Ogni fibrato vettoriale differenziabile risulta essere una varietà fibrata.
- Ogni rivestimento differenziabile risulta essere una varietà fibrata con fibra discreta.
- In generale, una varietà fibrata non risulta essere uno spazio fibrato  differenziabile, poiché fibre differenti possono avere differenti topologie (cioè fibre differenti non sono necessariamente  omeomorfe). Infatti, come esempio di questo fenomeno, basta considerare lo spazio fibrato banale {\displaystyle ({\mathbb {S} ^{1}}\times {\mathbb {R} ^{1}},{\mathrm {pr} _{1}},{\mathbb {S} ^{1}})\,,} e rimuovere due punti da due differenti fibre sopra la base {\displaystyle {\mathbb {S} ^{1}}\,}. Si ottiene così una nuova varietà fibrata formata da uno spazio totale dove tutte le fibre sono  connesse tranne due.